# Pino Lancetti
Pino Lancetti, né Giuseppe Lancetti (Bastia Umbra, 27 novembre 1932 - Rome, 8 mars 2007), est un styliste italien, créateur de la marque |Lancetti.